# 聖ソフィア大聖堂 (ハルビン)

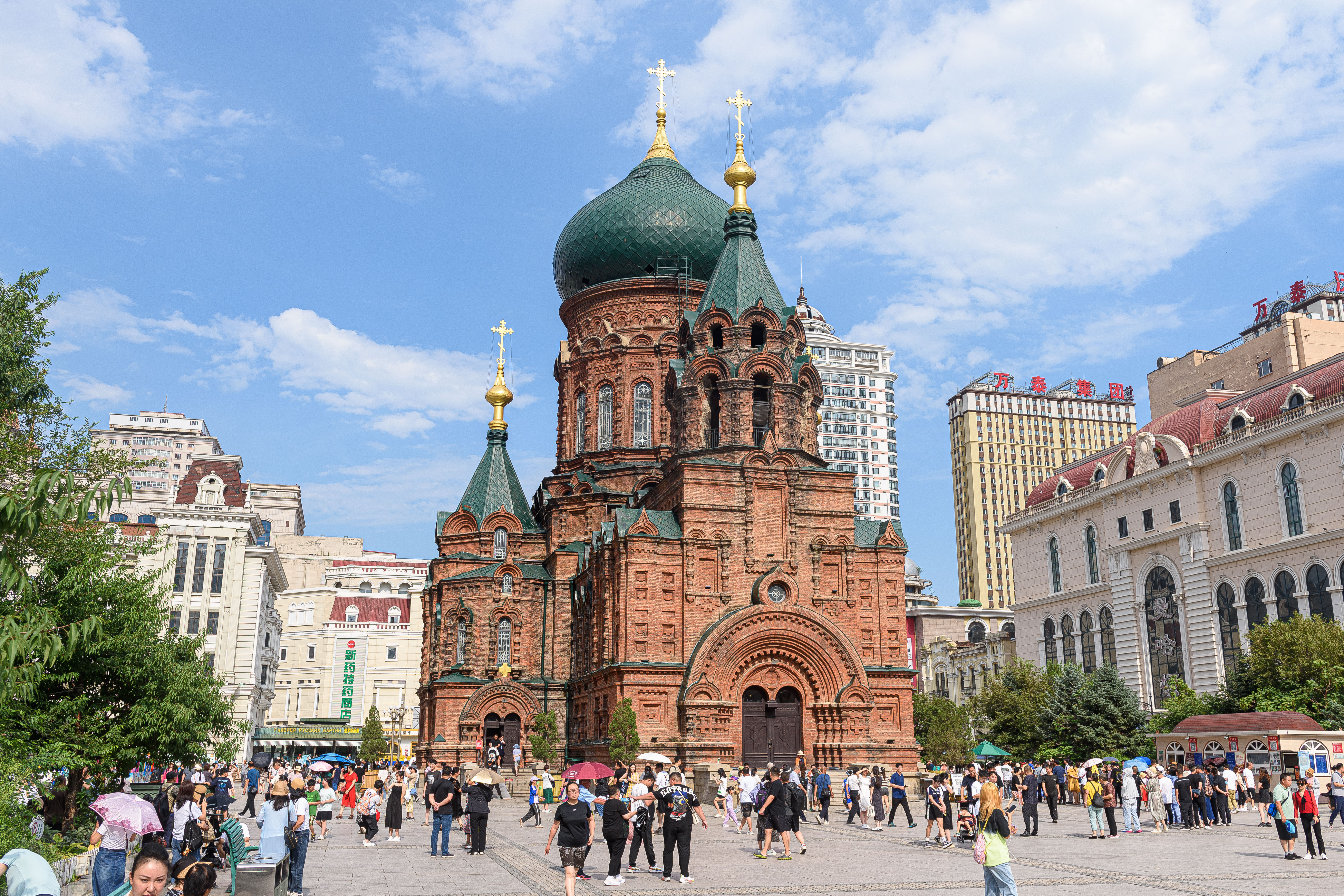
聖ソフィア大聖堂の写真

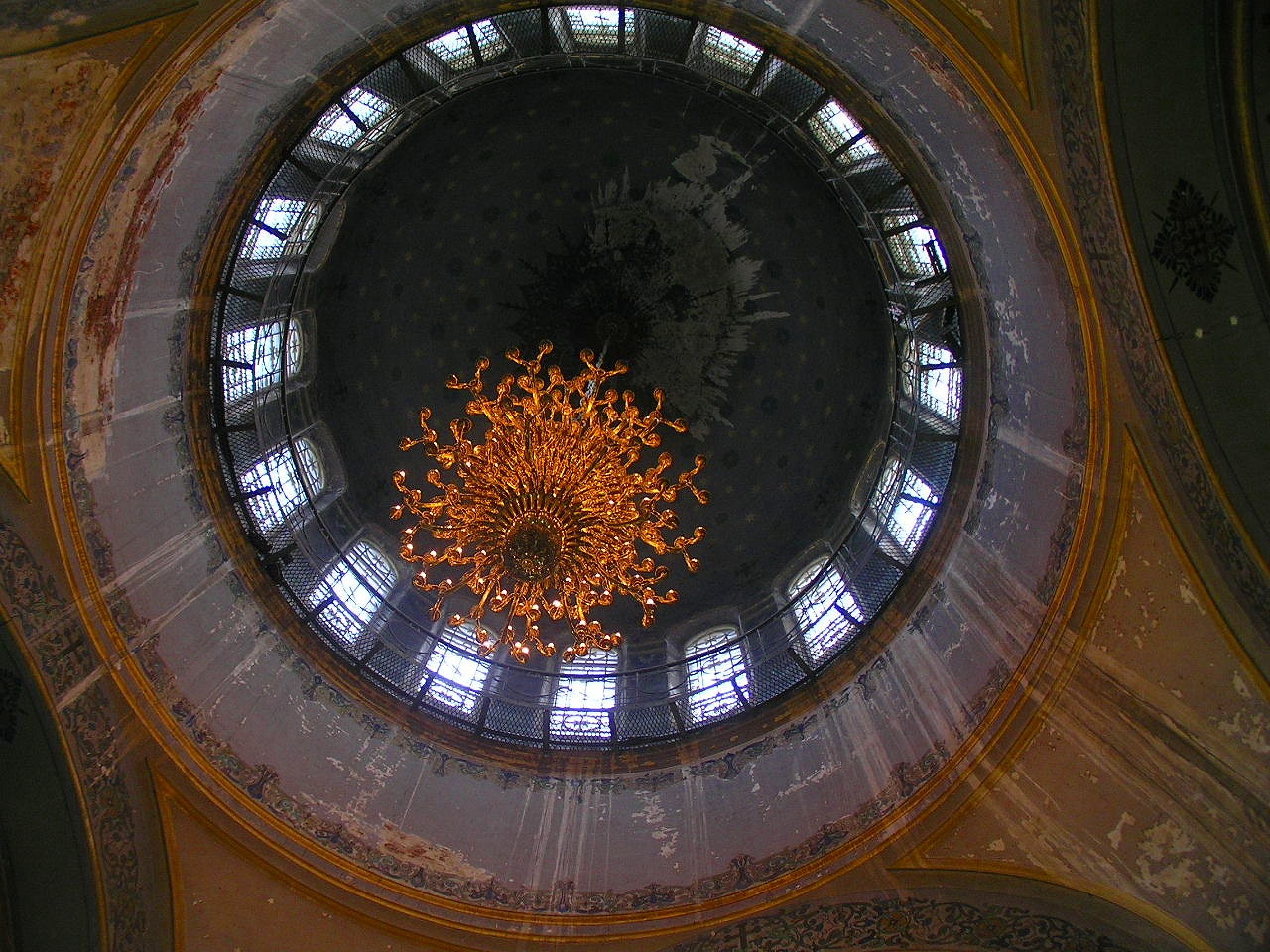
聖ソフィア大聖堂の天井

聖ソフィア大聖堂（簡体字中国語: 圣索菲亚教堂、旧字体：聖索菲亞教堂）は、中華人民共和国黒竜江省ハルビン市道裏区にあるロシア正教会の聖堂。ハルビンを象徴するロシア建築。現在は教会・聖堂としては使用されず、ハルビン建築芸術館として一般公開されている。

## 呼称と漢字表記
- 建設当初、中国は清王朝の時代だったため、漢字表記は繁体字、つまり日本の旧字体で「聖索菲亞教堂」と表記されていた。
- 1949年、中華人民共和国が簡体字を普及させた結果、漢字表記も「圣索菲亚教堂」に変更したが、その意味は旧字体の表記と全く同じである。

中国語や漢文における「教堂」という表記は、日本語の「建物としての教会」や「大聖堂」などの意味を含み、キリスト教の宗教施設全般を指すため、どちらの意味にも使うことができる。なぜ日本語ウィキでは本記事の「教堂」を「大聖堂」に訳された理由については、本記事のノートを参照すること。
また、日本語では「ソフィスカヤ寺院」に翻訳される場合もあるが、「寺院」という呼称は正教会の基準に拠れば正しくないため、使用は避けられるべきである。

## 概要
1907年3月、帝政ロシアの兵士の軍用教会として創建された。それは、日露戦争（1904年（明治37年）2月6日-1905年（明治38年）9月5日）の終戦2年後にあたる。その後もロシアの茶商人などが出資し、拡張工事が行われ、1932年に現在の姿になった。
現在は教会としては使用されず、ハルビンの開拓期の写真をはじめ、絵画、教会堂などの模型が展示されており、観光名所となっている。高さ53.35m、建築面積721m2、ビザンチン建築の影響を強く受けており、平面がラテン十字形であり、約2,000人が収容できる規模である。最上階の鐘楼には音の異なる7つの鐘がある。内部の壁は痛みが激しく、色褪せしているのみならず、ところどころ剥落しており、古色蒼然たる趣がある。窓ガラスにはステンドグラスが一切使われていない。レオナルド・ダ・ヴィンチの『最後の晩餐』のレプリカなどが飾られ、豪華なシャンデリアは特に壮大である。
周囲はデパートなど商業施設が建ちならぶ近代的な繁華街であり、当教会はそのなかで異彩を放っている。また、結婚式の写真撮影の名所ともなっており、ウェディングドレスをまとった花嫁の姿がしばしば見られる。
開堂時間
- 9:00-17:00[要出典]

電話番号
- 0451-4686904[要出典]

## ギャラリー

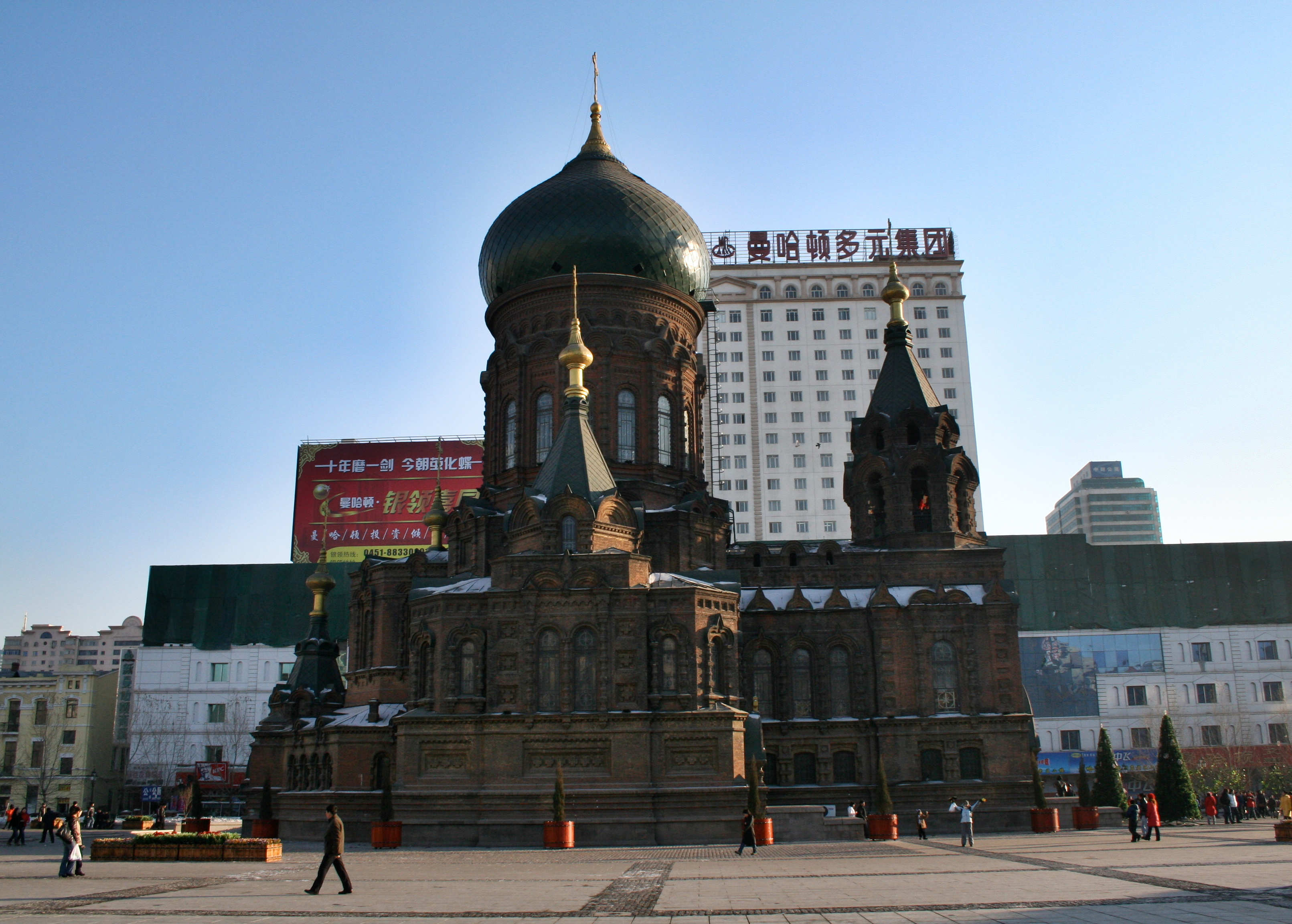
聖堂を別の角度から
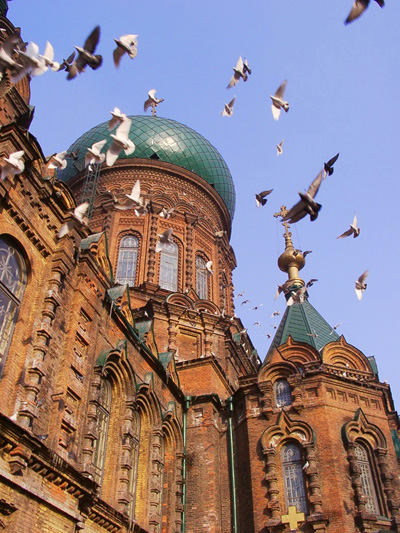
聖堂を別の角度から
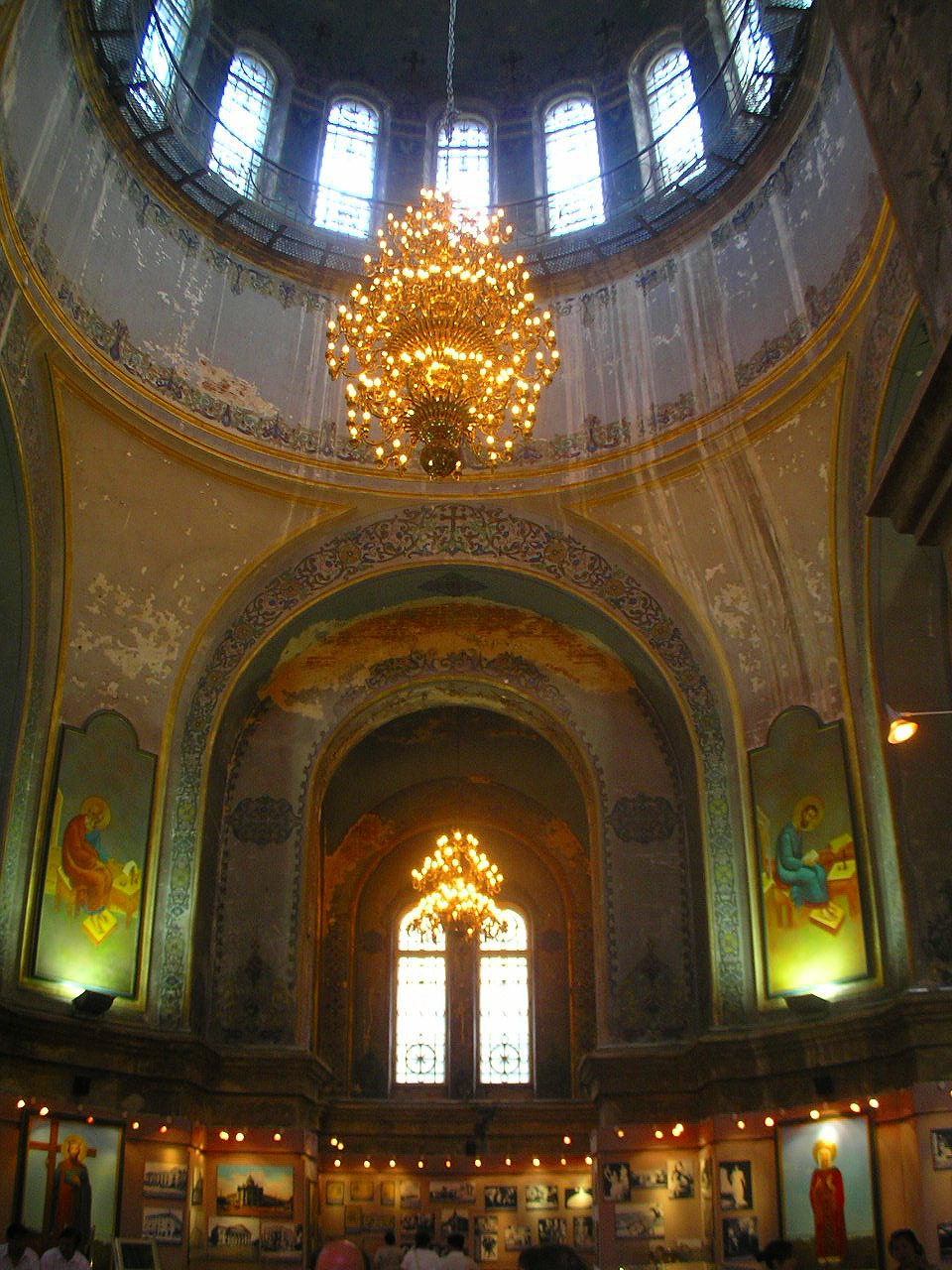
教会堂内
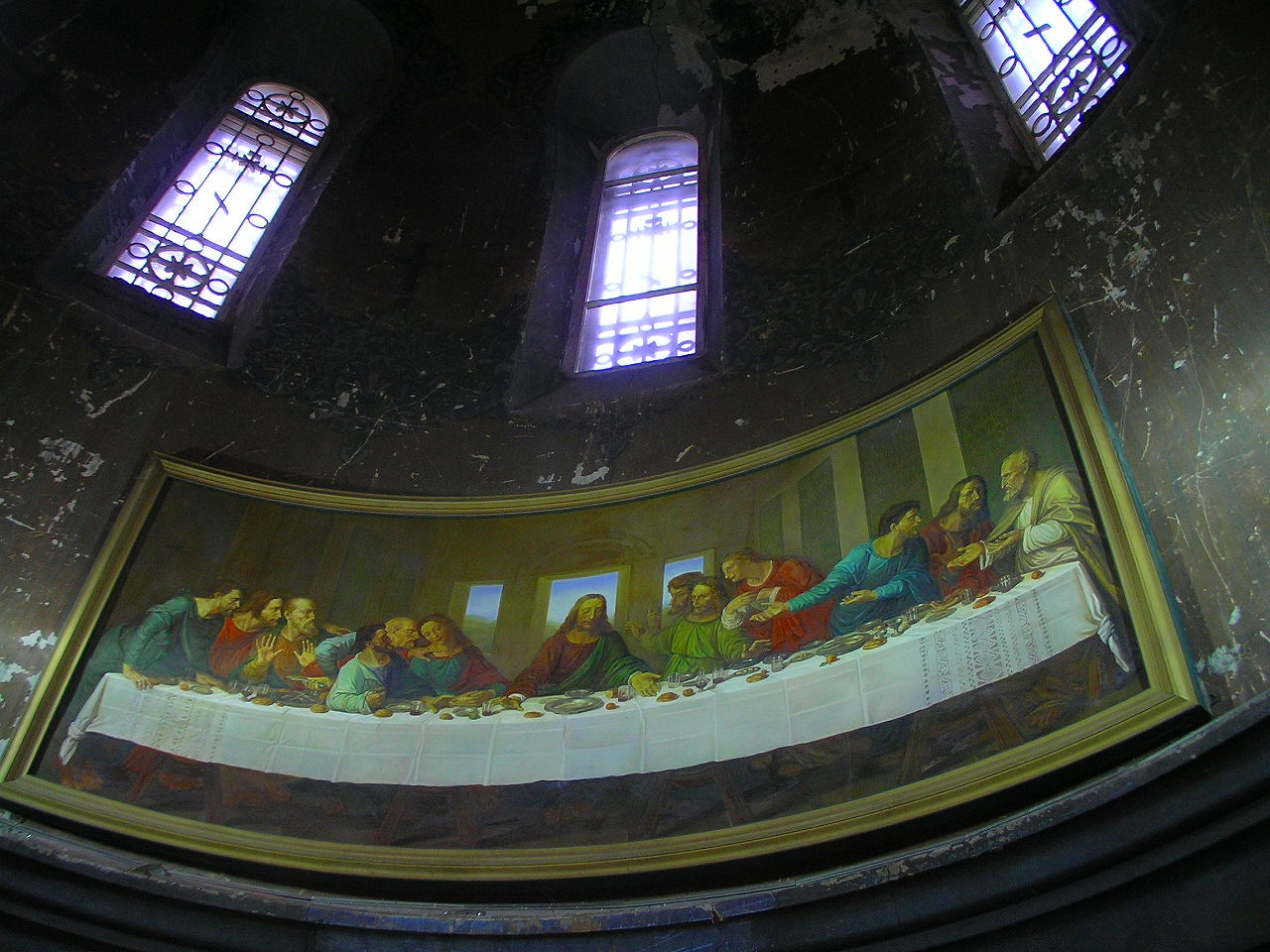
『機密制定の晩餐』レプリカ
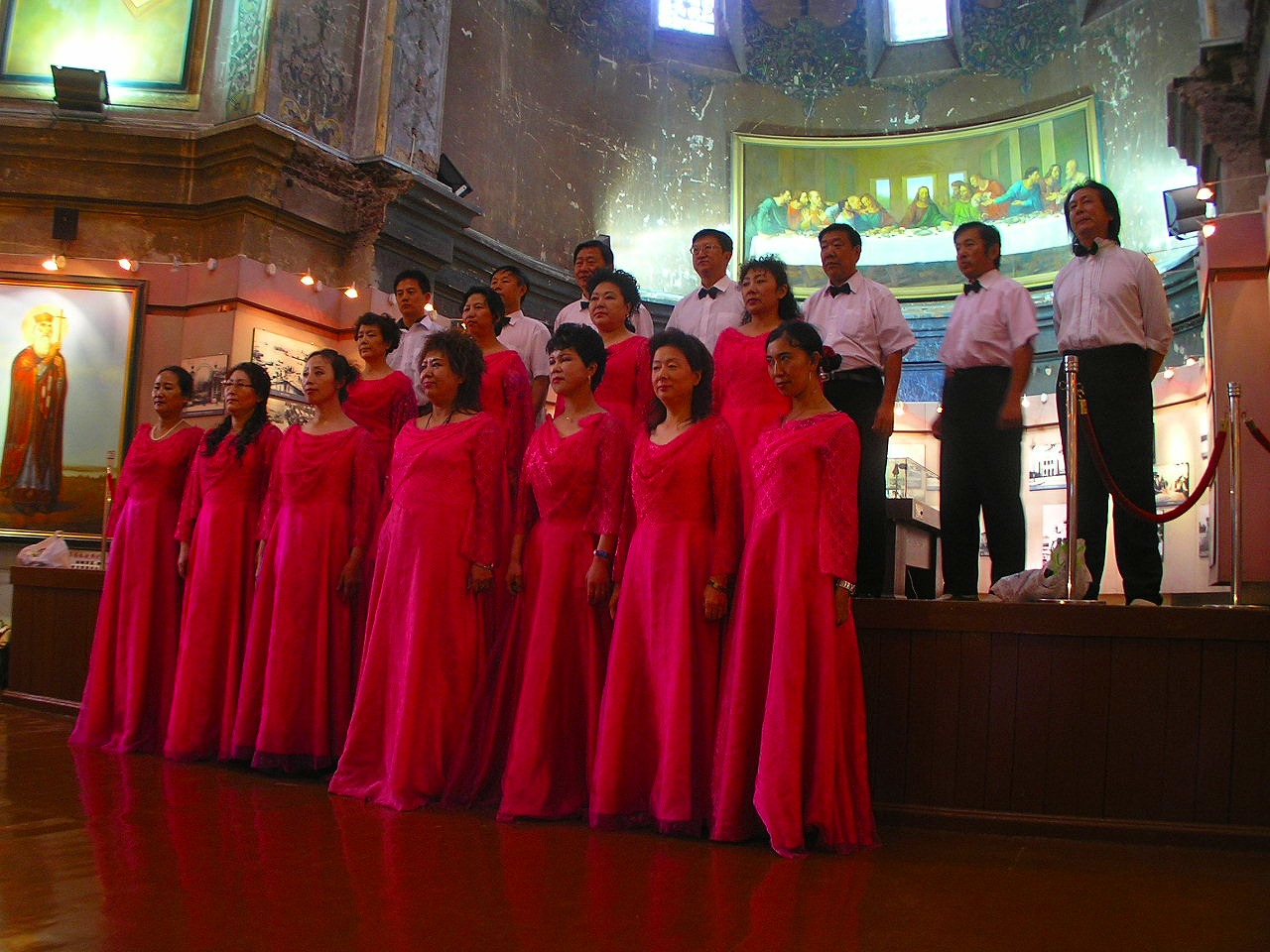
合唱団
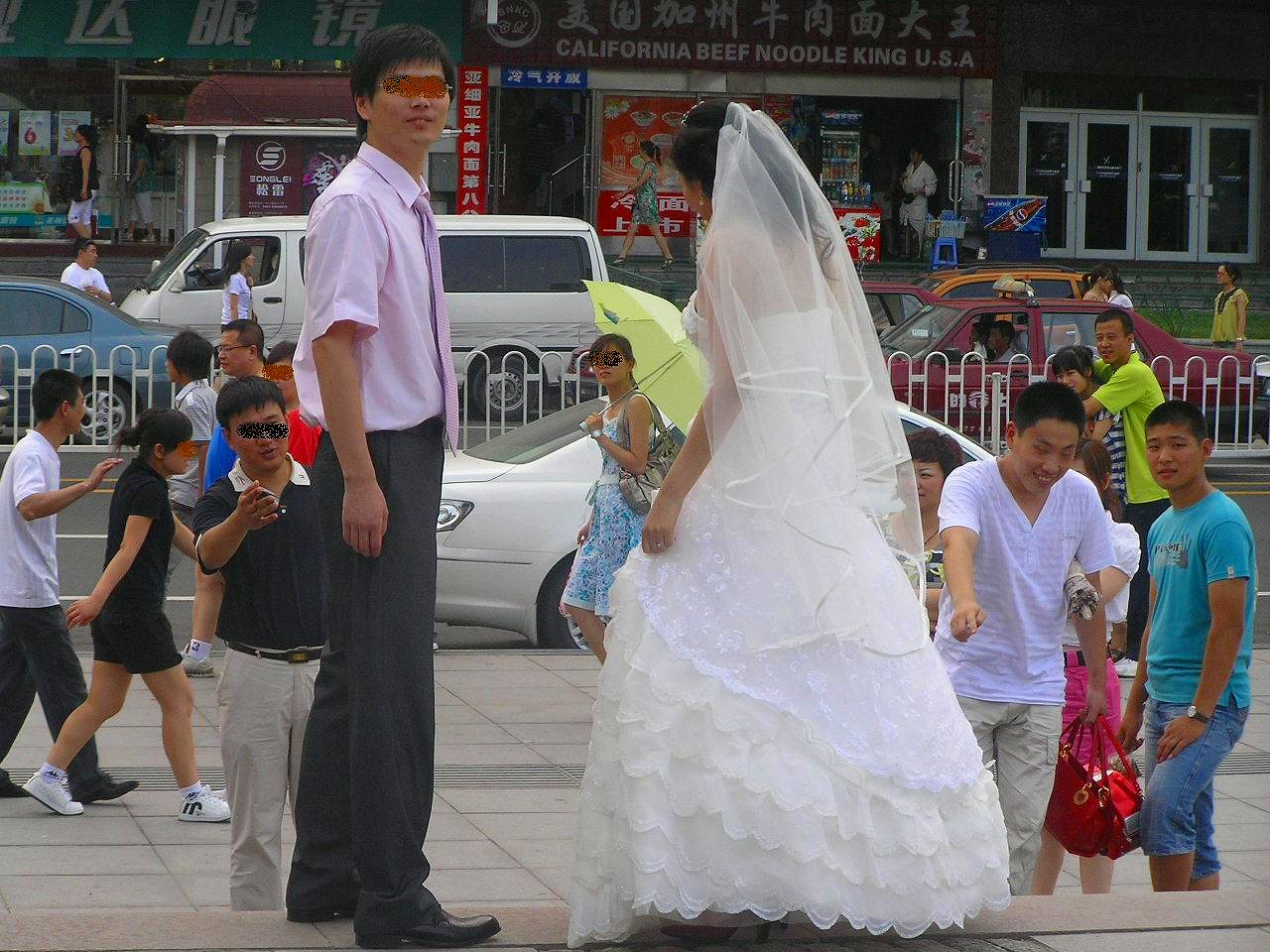
教会前で結婚式の記念写真を撮るカップル